# نادژدا سوسلوا
نادژدا پروکوفیونا سوسلوا (روسی: Надежда Прокофьевна Суслова؛ ۱ سپتامبر ۱۸۴۳ – ۲۰ آوریل ۱۹۱۸) نخستین پزشک زن در روسیه و خواهر پولینا بود. او به عنوان متخصص زنان در شهر نیژنی نووگورود فعالیت می‌کرد و در امور خیریه متعددی شرکت داشت.

## دوران کودکی
نادژدا در روستای پانینو در فرمانداری نیژنی نووگورود متولد شد و دومین فرزند از سه فرزند خانواده بود. پدرش، پروکوفی، و مادرش، آنا، رعیت خاندان شِرِمتیِف بودند، اما پروکوفی توانست در تجارت و صنعت موفق شود. او تصمیم گرفت که به دخترانش، پولینا (شکل کوچک‌شدهٔ نام آپولیناریا) و نادژدا، تحصیلات مناسبی ارائه دهد. آن‌ها در خانه معلم خصوصی و معلم رقص داشتند. بعدها نادژدا وارد مدرسه شبانه‌روزی پنیشکاو در مسکو شد، جایی که چندین زبان خارجی آموخت. مانند بسیاری از جوانان آن زمان، نادژدا به مطالعه علاقه‌مند بود، آثار نیکلای چرنی‌شفسکی و دوبرولیوبوف را می‌خواند و با دموکرات‌های انقلابی دوست بود. در سال ۱۸۵۹، خواهران سوسلوف به سن پترزبورگ نقل مکان کردند. در سال ۱۸۶۱، داستان‌های کوتاه او با عنوان‌های «داستانی در نامه‌ها» (روسی: Рассказ в письмах) و «خیال‌پرداز» (روسی: Фантазёрка) در مجله سوورمننیک منتشر شد. این داستان‌ها دارای فلسفه‌ای فمینیستی و نیهیلیستی بودند که بعدها برایش مشکلات سیاسی ایجاد کردند. در دهه ۱۸۶۰، نادژدا سوسلوا به سازمان انقلابی «زمین و آزادی» پیوست.

## تحصیلات
او با اجازهٔ ایوان سچِنف و سرگئی بوتکین، به همراه ماریا آبرُچِوا (بوکوف)، زن جوان دیگری با تمایلات انقلابی که در مدرسه با سوسلوا آشنا شده بود، اجازه یافت در کلاس‌های آکادمی پزشکی نظامی سلطنتی شرکت کند. نخستین مقاله سوسلوا با عنوان «تغییرات در احساسات پوستی تحت تأثیر تحریک الکتریکی» در سال ۱۸۶۲ در نشریه مدی‌تسینسکی وستنیک منتشر شد. در سال ۱۸۶۵، پس از آن‌که حضور زنان در دانشگاه‌ها به‌طور رسمی ممنوع شد، او به سوئیس رفت، که بخشی از آن به دلیل دستگیری خواهر و برادرانش و نیز بوکوف و همسرش به دلیل فعالیت‌های سیاسی بود. در سوئیس، او به مدت دو سال در دانشگاه زوریخ در کلاس‌های پزشکی به‌صورت مستمع آزاد شرکت کرد و سپس زمانی که دانشگاه به روی زنان باز شد، به‌طور رسمی دانشجوی آن شد. او قصد داشت در پاریس برای تحقیق دکتری خود در رشته زایمان تحصیل کند، اما به جای آن به سنت پترزبورگ بازگشت. برای پایان‌نامه خود، او به بررسی رفلکس‌های عضلانی قورباغه‌ها و ارتباط آنها با عملکرد غدد لنفاوی در آزمایشگاه سچنوف در دانشگاه پزشکی گراتس پرداخت.
او در سال ۱۸۶۷ فارغ‌التحصیل شد. سوسلوا نخستین زن روسی بود که مدرک دکترای پزشکی را دریافت کرد، که پس از دفاع از تحقیقات و تحصیلات خود در برابر یک مخاطب بزرگ و هیئت علمی دانشکده پزشکی به او اعطا شد. اولین مقاله سوسلوا پس از اخذ دکترا، خلاصه ای از تحقیقات پایان‌نامه او بود که در سال ۱۸۶۸ در آلمان منتشر شد. سوسلووا (در آن زمان اریسمان) برای اینکه بتواند در روسیه اجازه طبابت داشته باشد، باید معاینه خاصی را پشت سر بگذارد که در سال ۱۸۶۸ انجام داد.

## زندگی شخصی
در ۱۶ آوریل ۱۸۶۸، سوسلوا با همسر اول خود، فردریش اریسمان، در وین، اتریش ازدواج کرد. آنها زمانی که هر دو دانشجو در دانشگاه زوریخ بودند با هم آشنا شدند. این زوج در ۱۸ اوت ۱۸۸۳ طلاق گرفتند. در سال ۱۸۸۵، سوسلوا با الکساندر گولوبف، استاد بافت‌شناسی و پزشک ازدواج کرد.